# Gran Premi d'Àustria del 2016
El Gran Premi d'Àustria de Fórmula 1 de la temporada 2016 s'ha disputat al circuit de A1-Ring de l'1 al 3 de juliol del 2016.

## Resultats de la qualificació
| Pos                  | No | Pilot             | Constructor               | Part 1   | Part 2       | Part 3   | Sortida |
| -------------------- | -- | ----------------- | ------------------------- | -------- | ------------ | -------- | ------- |
| 1                    | 44 | Lewis Hamilton    | Mercedes                  | 1:06.947 | 1:06.228     | 1:07.922 | 1       |
| 2                    | 6  | Nico Rosberg      | Mercedes                  | 1:06.516 | 1:06.403     | 1:08.465 | 61      |
| 3                    | 27 | Nico Hülkenberg   | Force India-Mercedes      | 1:07.385 | 1:07.257     | 1:09.285 | 2       |
| 4                    | 5  | Sebastian Vettel  | Ferrari                   | 1:06.761 | 1:06.602     | 1:09.781 | 91      |
| 5                    | 22 | Jenson Button     | McLaren-Honda             | 1:07.653 | 1:07.572     | 1:09.900 | 3       |
| 6                    | 7  | Kimi Räikkönen    | Ferrari                   | 1:07.240 | 1:06.940     | 1:09.901 | 4       |
| 7                    | 3  | Daniel Ricciardo  | Red Bull Racing-TAG Heuer | 1:07.500 | 1:06.840     | 1:09.980 | 5       |
| 8                    | 77 | Valtteri Bottas   | Williams-Mercedes         | 1:07.148 | 1:06.911     | 1:10.440 | 7       |
| 9                    | 33 | Max Verstappen    | Red Bull Racing-TAG Heuer | 1:07.131 | 1:06.866     | 1:11.153 | 8       |
| 10                   | 19 | Felipe Massa      | Williams-Mercedes         | 1:07.419 | 1:07.145     | 1:11.977 | PL2     |
| 11                   | 21 | Esteban Gutiérrez | Haas-Ferrari              | 1:07.660 | 1:07.578     |          | 11      |
| 12                   | 94 | Pascal Wehrlein   | MRT-Mercedes              | 1:07.565 | 1:07.700     |          | 12      |
| 13                   | 8  | Romain Grosjean   | Haas-Ferrari              | 1:07.662 | 1:07.850     |          | 13      |
| 14                   | 14 | Fernando Alonso   | McLaren-Honda             | 1:07.671 | 1:08.154     |          | 14      |
| 15                   | 55 | Carlos Sainz Jr.  | Toro Rosso-Ferrari        | 1:07.618 | sense temps4 |          | 15      |
| 16                   | 11 | Sergio Pérez      | Force India-Mercedes      | 1:07.657 | sense temps4 |          | 16      |
| 17                   | 20 | Kevin Magnussen   | Renault                   | 1:07.941 |              |          | 17      |
| 18                   | 30 | Jolyon Palmer     | Renault                   | 1:07.965 |              |          | 195     |
| 19                   | 88 | Rio Haryanto      | MRT-Mercedes              | 1:08.026 |              |          | 205     |
| 20                   | 26 | Daniil Kvyat      | Toro Rosso-Ferrari        | 1:08.409 |              |          | PL3     |
| 21                   | 9  | Marcus Ericsson   | Sauber-Ferrari            | 1:08.418 |              |          | 18      |
| 22                   | 12 | Felipe Nasr       | Sauber-Ferrari            | 1:08.446 |              |          | 215     |
| 107% temps: 1:11.172 |    |                   |                           |          |              |          |         |
| Font:                |    |                   |                           |          |              |          |         |

Notes
- ^1  — Nico Rosberg i Sebastian Vettel foren penalitzats amb 5 posicions a la graella de sortida per substituir la caixa de canvis.[1][2]
- ^2  — Després de canviar el seu aleró frontal, Felipe Massa va sortir des del pit lane.[3]
- ^3  — Daniil Kvyat va haver de sortir del pit lane per modificacions al seu monoplaça.[2]
- ^4  — Carlos Sainz Jr. i Sergio Pérez no van marcar temps a la Q2.
- ^5  — Jolyon Palmer, Rio Haryanto i Felipe Nasr van ser penalitzats amb 3 posicions fer no fer cas de les banderes grogues a la Q1.[1][2]

## Resultats de la Cursa
| Pos   | No | Pilot             | Constructor               | Voltes | Temps / Retirada | Pos.Sortida | Punts |
| ----- | -- | ----------------- | ------------------------- | ------ | ---------------- | ----------- | ----- |
| 1     | 44 | Lewis Hamilton    | Mercedes                  | 71     | 1:27:38.107      | 1           | 25    |
| 2     | 33 | Max Verstappen    | Red Bull Racing-TAG Heuer | 71     | +5.719 s         | 8           | 18    |
| 3     | 7  | Kimi Räikkönen    | Ferrari                   | 71     | +6.024 s         | 4           | 15    |
| 4     | 6  | Nico Rosberg      | Mercedes                  | 71     | +26.710 s 1      | 6           | 12    |
| 5     | 3  | Daniel Ricciardo  | Red Bull Racing-TAG Heuer | 71     | +30.981 s        | 5           | 10    |
| 6     | 22 | Jenson Button     | McLaren-Honda             | 71     | +37.706 s        | 3           | 8     |
| 7     | 8  | Romain Grosjean   | Haas-Ferrari              | 71     | +44.668 s2       | 13          | 6     |
| 8     | 55 | Carlos Sainz Jr.  | Toro Rosso-Ferrari        | 71     | +47.400 s        | 15          | 4     |
| 9     | 77 | Valtteri Bottas   | Williams-Mercedes         | 70     | +1 Volta         | 7           | 2     |
| 10    | 94 | Pascal Wehrlein   | MRT-Mercedes              | 70     | +1 Volta         | 12          | 1     |
| 11    | 21 | Esteban Gutiérrez | Haas-Ferrari              | 70     | +1 Volta         | 11          |       |
| 12    | 30 | Jolyon Palmer     | Renault                   | 70     | +1 Volta         | 19          |       |
| 13    | 12 | Felipe Nasr       | Sauber-Ferrari            | 70     | +1 Volta         | 21          |       |
| 14    | 20 | Kevin Magnussen   | Renault                   | 70     | +1 Volta         | 17          |       |
| 15    | 9  | Marcus Ericsson   | Sauber-Ferrari            | 70     | +1 Volta         | 18          |       |
| 16    | 88 | Rio Haryanto      | MRT-Mercedes              | 70     | +1 Volta         | 20          |       |
| 173   | 11 | Sergio Pérez      | Force India-Mercedes      | 69     | Accident         | 16          |       |
| 183   | 14 | Fernando Alonso   | McLaren-Honda             | 64     | Prob. elèctrics  | 14          |       |
| 193   | 27 | Nico Hülkenberg   | Force India-Mercedes      | 64     | Frens            | 2           |       |
| 203   | 19 | Felipe Massa      | Williams-Mercedes         | 63     | Frens            | PL          |       |
| Ret   | 5  | Sebastian Vettel  | Ferrari                   | 26     | Pneumàtics       | 9           |       |
| Ret   | 26 | Daniil Kvyat      | Toro Rosso-Ferrari        | 2      | Prob. mecànics   | PL          |       |
| Font: |    |                   |                           |        |                  |             |       |

Notes
- ^1  – Nico Rosberg ha estat penalitzat amb la suma de 10 segons al seu temps final per causar una col·lisió amb Lewis Hamilton.[5]
- ^2  – Romain Grosjean va ser penalitzat amb 5 segons per superar la velocitat permesa al pit lane.[4]
- ^3  – Sergio Pérez, Fernando Alonso, Nico Hülkenberg i Felipe Massa s'han classificat al haver disputat el 90% de la distància de la cursa.[4]